# 辰巳平一
辰巳 平一（たつみ ひらかず、1948年9月25日 - ）は、北陸放送の元アナウンサー。

## 来歴
石川県能美郡寺井町（後の能美市佐野町）出身。石川県立小松高等学校、中央大学卒業。
1972年に北陸放送に入社し、同局のアナウンサーになる。同期に、同じくアナウンス職に就いた西川章久と記者職に就いた矢田富郎がいる。
定年退職してからも、フリーアナウンサーとして2012年までMROラジオ『げつきんワイド!おいね★どいね』のパーソナリティを務めていた。他に、北陸学院大学社会学科の非常勤講師、能美市町会連合会総会の会長、石川県教育文化財団の理事も務めている。

## アナウンサー時代の担当番組

### テレビ番組
- MROテレポート6 - キャスター[7]（土曜 1985年10月 - 1987年9月、平日 1987年10月 - 1996年9月）
- MROニュースランナー（2008年1月 - 2009年3月）
- 総力報道!THE NEWS MRO（2009年3月30日 - 2010年3月27日）

### ラジオ番組
- 日本列島ここが真ん中
- 今日も“シャキ”っと（金曜）[1]
- げつきんワイド!おいね★どいね - 12時台「ひる当番」パーソナリティ（火曜 - 金曜）[2] → 朝7:00 - 午後1:00の部パーソナリティ（木曜 - 金曜）[8]
- 平さん・テルミンの横丁わけありラーメン屋[2]